# マボロシ (曲)
「マボロシ」は、ゆずの配信限定シングル。2018年11月16日にセーニャ・アンド・カンパニーから配信。

## 概要
「マスカット」から3ヶ月ぶりとなる作品。
NHKドラマ『昭和元禄落語心中』主題歌として、原作を読み込んだ北川悠仁が物語の世界観を踏襲して制作した。新たな自分たちの表現を目指すことを念頭に置いて制作したため、これまでゆずに対して広く認知されてきた「前向きでポップ」という印象を“手放す”ようなシリアスで幻想的なミディアムバラードとなっている。編曲はSUNNY BOYが担当。北川曰く、「昭和元禄落語心中」の物語が持つ闇やその中に潜む美しさを追い求めた末に浮かんだ「マボロシ」というキーワードと物語に背中を押され、今までのゆずにはない楽曲に仕上がったという。
ドラマ挿入歌の楽曲はそれ以後も発表しているが、「ドラマ主題歌」としては2013年の「雨のち晴レルヤ」以来、5年ぶりとなる。
ミュージック・ビデオは島田大介が監督を務め、廃墟を舞台に北川、岩沢厚治それぞれのストーリーが交差する全編モノクロの映像となっているが、2人が全編に出演していながら演奏シーンが一切ないMVはゆずにとって初めてである。
メインビジュアル、ジャケット写真を手がけたのは写真家の北岡稔章で、北澤がこれらのアートワークの表現から楽曲の深層に迫った写真展「ゆず マボロシ展」が12月7日から東京・目黒のデザインホテル・CLASKA“The 8thGallery”で開催された。

## 収録曲
1. マボロシ
作詞・作曲 : 北川悠仁
NHKドラマ『昭和元禄落語心中』主題歌